# Miss Texas USA

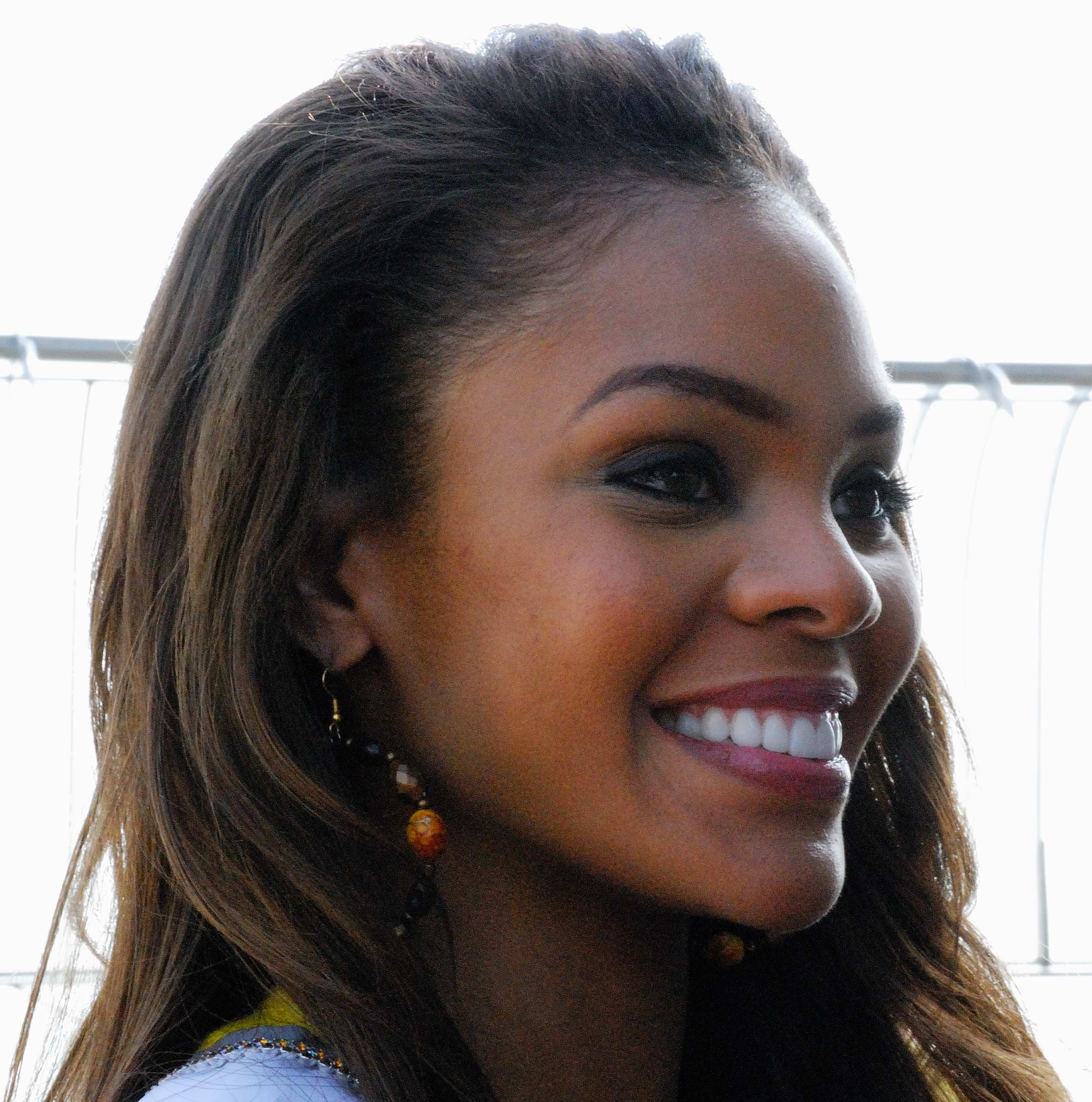
Crystle Stewart, Miss Texas USA et Miss USA 2008.

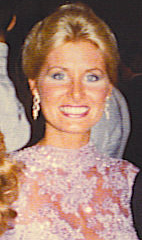
Lisa Allred, Miss Texas USA 1983.

Miss Texas USA, est un concours de beauté féminin réservé aux jeunes femmes l'État du Texas, épreuve qualificative pour l'élection de Miss USA.
Le Texas est l'Etat ayant rencontré le plus de succès au concours depuis sa création en 1952, avec un total de neuf victoires, dont cinq d'affilée entre 1986 et 1989. R'Bonney Gabriel est la dernière Miss Texas à avoir remporté le titre de Miss USA en 2022.

## Lauréates
| Année | Nom                    | Domicile      | Titre local              | Âge1 | Classement à Miss USA | Prix spécial à Miss USA               | Notes |
| ----- | ---------------------- | ------------- | ------------------------ | ---- | --------------------- | ------------------------------------- | --- |
| 2025  | Taylor Davis           | Allen         | Miss Dallas              | 26   | TBA                   |                                       | |
| 2024  | Aarieanna Ware         | Dallas        | Miss Dallas              | 26   | Top 10                |                                       | |
| 2023  | Lluvia Alzate          | Houston       | Miss Houston             | 26   | 4e finaliste          | Best in Swimsuit                      | |
| 2022  | Allison Drake          | Dallas        | Miss Dallas              | 26   |                       |                                       | À l'origine deuxième finaliste, titre assumé lorsque Gabriel a remporté Miss Univers (Sydni Leonard, le premier finaliste, a décliné l'offre) |
| 2022  | R'Bonney Gabriel       | Houston       | Miss Friendswood         | 28   | Gagnante              | Best State Costume                    | Miss Univers 2022 Première Miss Texas USA d'origine asiatique                                                                                 |
| 2021  | Victoria Hinojosa      | McAllen       | Miss South Texas         | 23   | Top 8                 |                                       | |
| 2020  | Taylor Kessler         | Houston       | Miss Lone Star           | 23   |                       |                                       | Miss Grand USA 2017 |
| 2019  | Alayah Benavidez       | San Antonio   | Miss San Antonio         | 23   |                       |                                       | |
| 2018  | Logan Lester           | Sugar Land    | Miss Harris County       | 22   | Top 15                |                                       | |
| 2017  | Nancy Gonzalez         | Kemah         | Miss Kemah               | 20   |                       |                                       | |
| 2016  | Daniella Rodriguez     | Laredo        | Miss Central Webb County | 19   |                       |                                       | Miss Texas Teen USA 2013 |
| 2015  | Ylianna Guerra         | Houston       | Miss Tropics of Texas    | 22   | 1re dauphine          |                                       | |
| 2014  | Lauren Guzman          | Laredo        | Miss Central Laredo      | 24   |                       |                                       | Participation à Miss Texas Teen USA 2008 |
| 2013  | Alexandria Nugent      | Dallas        | Miss Nord Texas          | 19   | 4e finaliste          |                                       | |
| 2012  | Brittany Booker        | Friendswood   | Miss Houston             | 21   | Top 10                |                                       | |
| 2011  | Ana Rodriguez          | Laredo        | Miss Central Laredo      | 24   | 3e finaliste          |                                       | |
| 2010  | Kelsey Moore           | El Paso       | Miss El Paso             | 19   |                       |                                       | |
| 2009  | Brooke Daniels         | Tomball       | Miss Harris County       | 22   | Top 10                |                                       | |
| 2008  | Crystle Stewart        | Missouri City | Miss Fort Bend County    | 26   | Gagnante              |                                       | Top 10 à Miss Univers 2008 |
| 2007  | Magen Ellis            | Tyler         | Miss Houston             | 19   | Top 10                |                                       | Miss Texas Teen USA 2004 (Top 15 du Miss Teen USA 2004)                                                                                       |
| 2006  | Lauren Lanning         | Friendswood   | Miss Houston             | 22   | Top 10                |                                       | |
| 2005  | Tyler Willis           | Lubbock       | Miss Central Plains      | 25   | Top 15                | Miss Photogenic                       | |
| 2004  | Stephanie Guerrero     | Lake Jackson  | Miss Houston             | 23   | Top 15                |                                       | |
| 2003  | Nicole O'Brian         | Friendswood   | Miss Bay Area            | 20   | 2e finaliste          |                                       | Miss Texas Teen USA 2000 (1e dauphine & Best in Swimsuit à Miss Teen USA) et concurrente dans The Amazing Race 5                              |
| 2002  | Kasi Kelly             | Bridgeport    | Miss DFW                 | 20   | Top 12                |                                       | |
| 2001  | Kandace Krueger        | Austin        | Miss Austin              | 24   | Gagnante              |                                       | 2e finaliste Miss Univers 2001 |
| 2000  | Heather Ogilvie        | Houston       | Miss Southeast Texas     | 22   |                       |                                       | |
| 1999  | Carissa Blair          | Houston       | Miss Southeast Texas     | 23   |                       |                                       | Miss Texas Teen USA 1992 |
| 1998  | Holly Mills            | San Antonio   | Miss San Antonio         | 22   | Top 5                 |                                       | |
| 1997  | Amanda Little          | Wylie         | Miss Metroplex           | 20   | Top 6                 |                                       | |
| 1996  | Kara Williams          | Houston       | Miss Harris County       | 23   | Top 10                |                                       | Miss Texas Teen USA 1991 (Top 12 de Miss Teen USA 1991)                                                                                       |
| 1995  | Chelsi Smith †         | Deer Park     | Miss Galveston County    | 21   | Gagnante              | Miss Congeniality et Best in Swimsuit | Miss Univers 1995 |
| 1994  | Christine Friedel      | El Paso       | Miss El Paso             | 22   | Top 6                 |                                       | |
| 1993  | Angie Sisk             | Houston       | Miss Fort Bend County    | 21   | Top 12                |                                       | |
| 1992  | Katie Young            | Fort Worth    | Miss Fort Worth          | 19   | Top 11                |                                       | |
| 1991  | Chris Bogard           | Tomball       | Miss North Harris County | 23   |                       |                                       | |
| 1990  | Stephanie Kuehne       | Missouri City | Miss Houston             | 22   | Top 12                |                                       | Miss Wonderland 1989 |
| 1989  | Gretchen Polhemus      | Fort Worth    | Miss Fort Worth          | 23   | Gagnante              |                                       | 2e finaliste à Miss Univers 1989 |
| 1988  | Courtney Gibbs         | Fort Worth    | Miss Metroplex           | 21   | Gagnante              |                                       | Top 10 de Miss Univers 1988 |
| 1987  | Michelle Royer         | Keller        | Miss Keller              | 21   | Gagnante              |                                       | 2e finaliste à Miss Univers 1987 |
| 1986  | Christy Fichtner       | Dallas        | Miss Dallas County       | 23   | Gagnante              |                                       | 1re dauphine à Miss Univers 1986 |
| 1985  | Laura Martinez Herring | El Paso       | Miss El Paso County      | 21   | Gagnante              |                                       | Top 10 du Miss Univers 1985 |
| 1984  | Laura Shaw             | Burleson      | Miss Burleson            | 19   | Top 10                | Miss Photogenic                       | |
| 1983  | Lisa Allred            | Fort Worth    | Miss Fort Worth          | 20   | 1re dauphine          | Miss Photogenic                       | 6e finaliste à Miss Monde 1983 |
| 1982  | Luann Caughey          | Abilene       | Miss Abilene             | 22   | 1re dauphine          |                                       | 4e finaliste de Miss Monde 1982 |
| 1981  | Diana Durnford         | El Paso       | Miss Sun City            | 21   | Top 12                |                                       | |
| 1980  | Barbara Buckley        | Midland       |                          | 22   | Top 12                |                                       | |
| 1979  | Anne Hinnant           | Houston       | Miss Harris County       |      | Top 12                |                                       | |
| 1978  | Barbara Horan          | Dallas        |                          |      | 2e finaliste          | Best State Costume                    | |
| 1977  | Kimberly Tomes         | Houston       |                          | 21   | Gagnante              | Best State Costume                    | Top 12 du Miss Univers 1977, 1re finaliste au Miss World USA 1974                                                                             |
| 1976  | Candice Gray           | El Paso       |                          | 20   | Top 12                |                                       | Décédée lors d'un accident de plongée sous-marine en 1981.                                                                                    |
| 1975  | Aundie Evers           | El Paso       |                          |      | 4e finaliste          |                                       | |
| 1974  | Debra Cronin           | McDade        |                          |      |                       |                                       | |
| 1973  | Lavonne McConnell      | Fort Worth    |                          | 19   | Top 12                | Best State Costume                    | |
| 1972  | Susan Peters           | Austin        |                          |      |                       | Miss Photogenic                       | |
| 1971  | Brenda Lynn Box        | Amarillo      |                          | 20   | 1re dauphine          |                                       | |
| 1970  | Diane Swendeman        | San Antonio   |                          |      | Top 15                | Miss Congeniality                     | |
| 1969  | Sandy Drewes           | Dallas        |                          |      | Top 15                |                                       | |
| 1968  | Jeannie Wilson         | Dallas        |                          |      |                       |                                       | |
| 1967  | Bonnie Robinson        | Houston       |                          |      | Top 15                |                                       | |
| 1966  | Dorothy Pickens        | Edinburg      |                          |      | Top 15                |                                       | |
| 1965  | Phillis Johnson        | Houston       |                          |      | Top 15                |                                       | |
| 1964  | Diane Balloun          | Houston       |                          |      | 1re dauphine          |                                       | |
| 1963  | Cheryl Wilburn         | Houston       |                          |      |                       |                                       | |
| 1962  | Jackie Williams        | Waxahachie    | Miss Lake Whitney        |      | Top 15                |                                       | |
| 1961  | Sheila Wade            | Dallas        | Miss Lake Whitney        |      |                       |                                       | |
| 1960  | Pat Cloud              | Houston       |                          |      |                       |                                       | |
| 1959  | Carelgean Douglas      | Houston       |                          |      | 1re dauphine          |                                       | |
| 1958  | Linda Daugherty        | Houston       |                          |      | Top 15                |                                       | |
| 1957  | Gloria Hunt            | Houston       |                          |      | Top 15                |                                       | |
| 1956  | Jo Dodson              | Houston       |                          |      | 4e finaliste          |                                       | |
| 1955  | Mary Daughters         | Houston       |                          |      | Top 15                |                                       | |
| 1954  | Betty Lee              | Houston       |                          |      | 3e finaliste          |                                       | |
| 1953  | Joan Bradshaw          | Houston       |                          | 17   | Top 15                |                                       | |
| 1952  | Charlene McClary       | Houston       |                          |      |                       |                                       | |